# Gagliano család
A Gagliano család különösen termékeny nápolyi lantkészítő família volt, amely sok hegedűt, több csellót és néhány brácsát is készített. Hangszereik általában Stradivarius-modellekre épültek, és Alessandro gyártmányain kívül egymáshoz hasonló lakkot használtak. A Gagliano-hangszerek minden szempontból kiválóak, az előadók nagyra értékelik őket. Nem jelent meg olyan összefoglaló munka, amely helyesen tartalmazná a lantkészítőkre vonatkozó összes dátumot, és a megjelentek néha nem esnek egybe az eredeti címkék adataival.

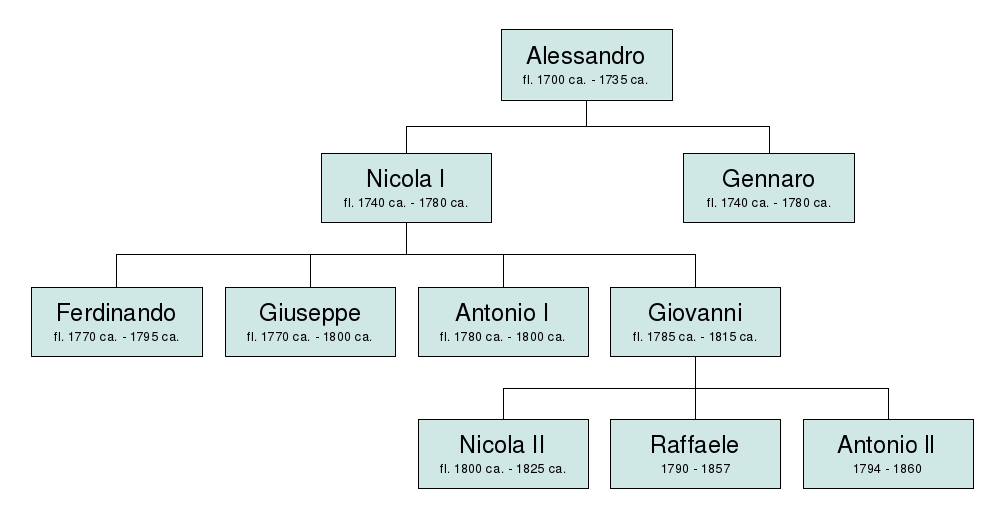
A Gaglianók családfája, dátumhibákkal

## Családtagok

### Alessandro Gagliano
Alessandro Gagliano (Nápoly, 1660 – Nápoly, 1728) Nicola Amati és Antonio Stradivari tanítványa volt. cremonai tartózkodása után, 1695-ben létrehozta a nápolyi hegedűkészítő iskolát fiaival I. Nicolával és Gennaróval. Néhány hegedűje, brácsája, nagybőgője, és főként csellója jó állapotban mai napig fennmararadt.
Hegedűi minden tekintetben különböznek az utódai által készítettektől, különösen a lakk tekintetében, amelynek színe a világossárgától a sötétvörösig terjed, s gyakran foltos mintázatú. Legalább három különböző méretű hegedűtípust készített, amelyek közül az egyik kicsi, a másik pedig különösen nagy húrhosszal rendelkezik, az f-lyukak mérete is jelentősen változik. 

Tipikus címkéje:
Alexandri [Alessandro] Gagliano
Alumnus Antonio Stradivarius
fecit Anno 1722

### Nicola Gagliano I.
Alessandro Gagliano legidősebb fia, I. Nicola (1695 – 1740/1758) Ferdinando, Giuseppe, Antonio és Giovanni apja. Hosszú pályája során számos kiváló minőségű hegedűt és gordonkát készített, néhányat fia, Giuseppe közreműködésével, amelyek néha utánzatok, ill. összetéveszthetők Antonio Stradivari hangszereivel. Hangszereit erősen a stradivariusok ihlették, és általában nagyon jó minőségűek, bár némelyik túlméretes. Nicola és Gennaro bemutatták azt a gordonkamodellt, amelyet aztán sok egymást követő nápolyi mester mintául vett.

Tipikus címkéje:
Nicolaii Gagliano fecit
in Napoli 1711

### Gennaro Gagliano
Alessandro Gagliano második fia, Gennaro (fl. 1740 – 1780 k.) számos kiváló kivitelezésű hangszert épített, olyannyira, hogy gyakran a család legjobb mesterének tartják. Stílusa nagyon közel állt a cremonai iskoláéhoz, Stradivari, de Amati is nagy hatással volt rá.

### Ferdinando Gagliano
I. Nicola Gagliano legidősebb fia, Ferdinando (fl. 1770 k. – 1795 k.) több kiváló minőségű, bár gyakran névtelen hangszert készített. Néhány címkével ellátott hangszert apja vagy testvére alkotásaként azonosítottak. Feltételezhető, hogy mindenekelőtt nagybátyjától, Gennarótól tanult, és hangszerei nagyon emlékeztetnek az övéire. Lakkja jó, de gyengébb minőségű, mint az apjáé vagy a nagybátyjáé. Bizonyos mértékben együttműködött három testvérével is.

### Giuseppe Gagliano
Giuseppe, Ferdinando fivére (fl. 1770. – 1800 k.) is apja tanítványa volt, és kiváló minőségű hangszereket készített, amelyek azonban az évek során gyengültek. A testvérével, Antonióval együttműködve épített hangszerei alulmúlják korábbi termékeit. Egy kiváló, 1771-es hegedűjén manapság Caroline Campbell amerikai virtuóz játszik.

### Antonio Gagliano I.
I. Antonio (fl. 1780 körül - 1800 k.) szintén Nicola fia volt, és az eredeti címkék szerint hangszereit gyakran testvérével, Giuseppével együttműködve építette, akiéhez mérve hangszerei gyengébb minőségűek.

### Giovanni Gagliano
Nicola fia, II. Nicola, Raffaele és Antonio apja Giovanni (fl. 1785 k. – 1815 k.) Giuseppe és Antonio nevű fivéreivel együtt kezdett dolgozni, majd 1800 körül függetlenné vált. Még az ő hangszerei is egyértelműen megkülönböztethetőek testvéreiéitől, különös tekintettel az f-lyukak és a rezgő húrhossz jellemzőire.

### Nicola Gagliano II
János fia, II. Nicola (fl. 1800 k, – 1825 k.) jó hangszereket készített, amelyeket azonban gyakran nehéz megkülönböztetni és helyesen személyéhez rendelni.

### Raffaele Gagliano
Giovanni fia, Raffaele (1790–1857) több hegedűt és gordonkát épített, gyakran befejezetlen hátlappal. Ugyanazt a lakkot használta, mint a család többi tagja, de hangszerei minősége gyengébb, mint elődeié.

### Antonio Gagliano II
Giovanni fia, II. Antonióra ugyanazok a megállapítások érvényesek, amelyek bátyjára, Raffaelére.

## Bibliográfia
- Stanley Sadie. Grove Dictionary of Music and Musicians (1904)
- Violin Makers Named Gagliano, Encyclopedia Smithsonian
- Gagliano, Dizionario Treccani. Hozzáférés ideje: 2014. november 5.

## Fordítás
Ez a szócikk részben vagy egészben  a   Gagliano (famiglia) című olasz Wikipédia-szócikk ezen változatának fordításán alapul.  Az eredeti cikk szerkesztőit annak laptörténete sorolja fel. Ez a jelzés csupán a megfogalmazás eredetét és a szerzői jogokat jelzi, nem szolgál a cikkben szereplő információk forrásmegjelöléseként.